# Radio Islam
Radio Islam – szwedzkie radio założone przez Ahmeda Ramiego, byłego porucznika armii marokańskiej. Linia programowa radia jest pro palestyńska, antysyjonistyczna, antysemicka i antyamerykańska. W raporcie dla Unii Europejskiej, wydanym w 2003 roku, poglądy wyrażane na antenie i stronie internetowej, uznane zostały za jedne z najbardziej antysemickich w sieci. Strona internetowa rozgłośni informuje że „promuje lepsze stosunki między światem zachodu a światem Islamu”, a także deklaruje walkę z dyskryminacją. Na antenie poglądy skrajnego Islamu i teorie spiskowe prezentowane są w kontekście walki ze światowym syjonizmem i stanowią swoistą kompilację ideologii skrajnej prawicy europejskiej i islamu.

## Odbiór w mediach
Ron Strom, w artykule z 2002 roku, na portalu WND, nadał stronie radia miano „matki wszystkich antyżydowskich stron internetowych«.

## Czytelnia Radio Islam
Na stronie internetowej stacji, w sekcji polskiej, zamieszczono książki w języku polskim o charakterze antysemickim i antypolskim: Mein Kampf Adolfa Hitlera, Protokoły Mędrców Syjonu i Międzynarodowy Żyd Henry'ego Forda, prócz powyższych w sekcji angielskiej znaleźć można zbiór artykułów o charakterze antyizraelskim oraz biografię rewizjonistów holokaustu np. Leona Degrele, autora książki Wiek Hitlera, określonej przez Gazetę Wyborczą: antysemicką, antysłowiańską i antypolską.